# Bathygobius lineatus
Bathygobius lineatus е вид бодлоперка от семейство Попчеви (Gobiidae). Видът е уязвим и сериозно застрашен от изчезване.

## Разпространение и местообитание
Разпространен е в Еквадор (Галапагоски острови), Перу и Франция (Клипертон).
Обитава тропически води, скалисти дъна на морета, рифове и крайбрежия.